# Thomas Gibsons försvinnande
Thomas Dean Gibson, född 5 juli 1988, försvunnen 18 mars 1991, är ett amerikanskt barn som försvann från sin innergård i Azalea, Oregon under mystiska omständigheter. 

## Händelseförlopp
På morgonen då han försvann lämnade hans far, Larry Gibson, som var ställföreträdande sheriff i Douglas County, familjens hem för att jogga. Innan han åkte påstod han att han skjutit mot en vildkatt på tomten. Han lämnade Thomas på innergården, där Thomas äldre syster (då 4 år), Karen, skulle titta efter honom. Då han återvände från joggingturen efter cirka 45 minuter insåg Larry och hans fru, Judith, att Thomas saknades.
Parets äldsta dotter, Karen, berättade inledningsvis för polisen att hon sett en man och en kvinna köra upp på familjens uppfart i en lastbil och kidnappa Thomas, även om paret inte kunde identifieras. Inledande sökinsatser efter Thomas visade sig vara lönlösa, och Larry avgick formellt från sin tjänst som polis, innan han flyttade med sin familj till Montana 1992.
1993 separerade Judith från Larry och återvände till Oregon med deras äldsta dotter och nyfödda dottern Lisa. Ungefär vid den här tiden berättade Karen för polisen att hon bevittnat Larry slå Thomas utomhus, dagen då han försvann, innan hon satte honom i hans patrullbil. Larry Gibson åtalades för mord av andra graden i april 1994, trots att kvarlevorna inte kunde lokaliseras. Även om han konsekvent hävdade sin oskuld, dömdes Larry Gibson för dråp i mars 1995 och avtjänade mindre än ett år innan han släpptes från fängelset.
Thomas fall fick stor uppmärksamhet i media och sändes i två avsnitt av Unsolved Mysteries i USA. Hans bild finns i musikvideon till låten "Runaway Train" av Soul Asylum, tillsammans med många andra försvunna barn. Han är det yngsta barnet i videon. År 2023 är Thomas Gibsons öde fortfarande okänt.